# 巴扎爾久久山
41°13′28″N 47°51′30″E / 41.22444°N 47.85833°E

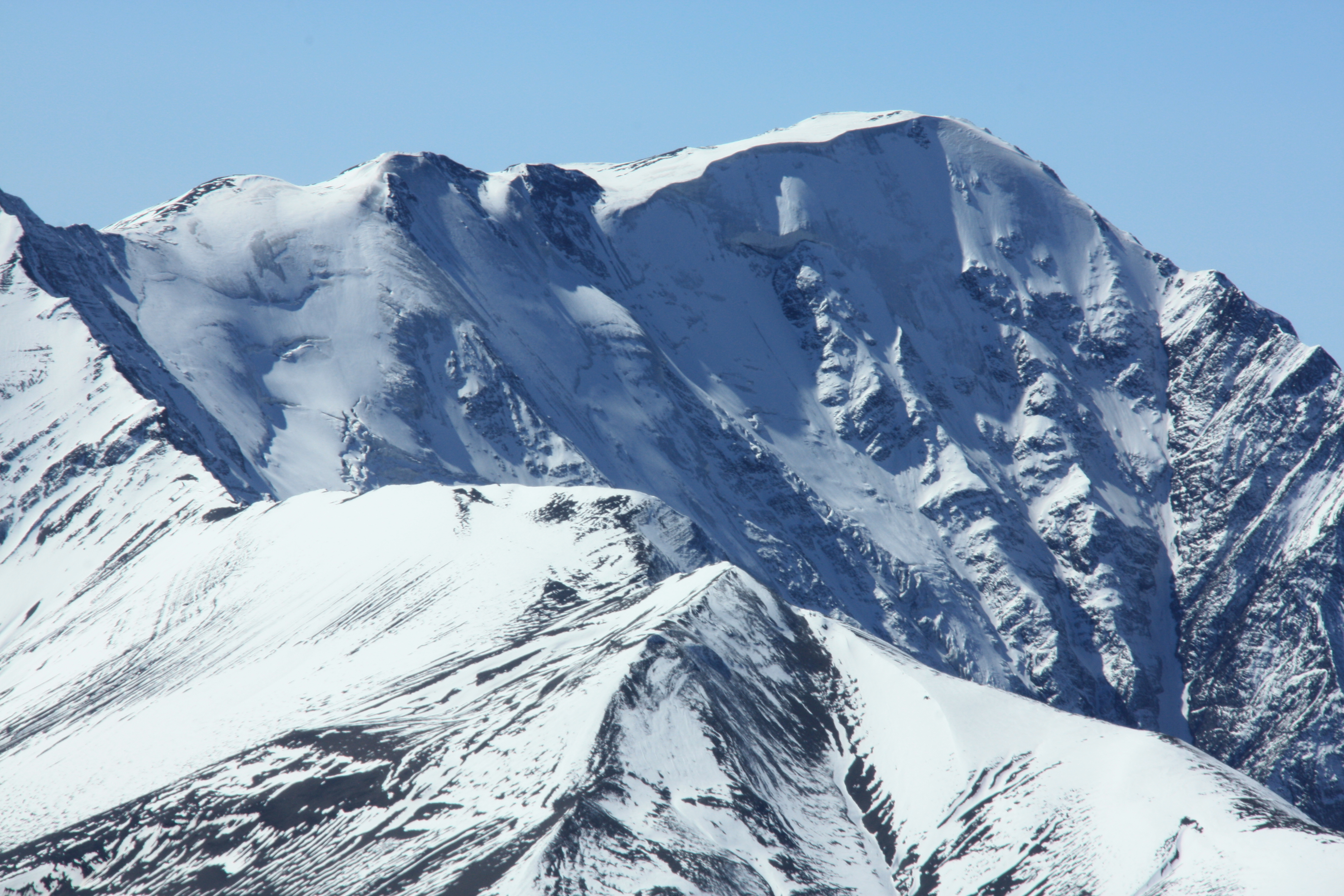

巴扎爾久久山，是高加索地區的山峰，位於俄羅斯和阿塞拜疆接壤的邊境，屬於高加索山脈的一部分，海拔高度4,466米，是阿塞拜疆的最高峰。